# Церковь Вознесения Господня (Уналашка)
Церковь Вознесения Господня (англ. Church of the Holy Ascension) — православный храм в городе Уналашка на Аляске. Принадлежит Аляскинской епархии Православной церкви в Америке. Входит в список национальных исторических памятников Аляски.
Нынешняя церковь была построена в 1894–1896 годах, вероятно, на месте храма 1826 года, и, вероятно, с использованием древесных пород и других элементов (в том числе иконостаса) старой церкви. Это одна из самых старых церквей на Аляске. Храм имеет большое значение как место, из которого миссионеры несли православие к местным алеутам. Эта миссия была настолько успешной, что сегодня алеутское население по-прежнему сохраняет православие. 
В 1970 году включена в список Национальных исторических памятников США за её архитектуру, а также за роль в истории и культуры Аляски. Это второй кафедральный собор Епархии Аляски Православной Церкви в Америке; основной — Михайловский собор в Ситке, который также представляет собой национальный исторический памятник.
В начале 1990-х церковь была закрыта на реконструкцию, в 1995 году службы возобновились.